# (1392) Pierre
(1392) Pierre ist ein Asteroid des Hauptgürtels, der am 16. März 1936 vom französischen Astronomen Louis Boyer in Algier entdeckt wurde.
Der Asteroid ist nach einem Neffen des Entdeckers benannt.